# Beauté Bien-Aimée
Krasa nenaglyadnaya (Краса ненаглядная, Krasa nenaglyadnaya) est un film d'animation soviétique de court métrage réalisé par Vladimir Degtiariov (ru), sorti en 1958.

## Fiche technique
- Titre : Beauté Bien-Aimée
- Titre original : Краса ненаглядная (Krasa nenaglyadnaya)
- Titre américain : Beloved Beaut
- Réalisation : Vladimir Degtyaryov
- Scénario : Vladimir Degtyaryov, Evgueni Speranski (ru)
- Musique : Iouri Levitine
- Production : Soyuzmultfilm
- Pays d'origine :  Union soviétique
- Technique : animation en volume
- Genre : film d'animation
- Format : couleur
- Durée : 45 minutes
- Dates de sortie : 1958

## Distribution (voix)
- Nina Gouliaeva (ru) : la tsarine
- Erast Garin : le tsar
- Gueorgui Milliar : Kochtcheï l'Immortel
- Leonid Pirogov (ru) :  la corneille
- Gueorgui Vitsine : Trukha
- Nadir Malichevski : Baba Yaga
- Irina Mazing (ru) : Baba Yaga
- Youri Khrzhanovski (ru) : l'ours
- Maria Vinogradova : Maria
- Alekseï Pokrovski : Ivan Tsarévitch
- Youlia Youlskaïa (ru) : le lièvre
- Nikolaï Litvinov (ru) : le narrateur